# Ukraińcy w Aleksandrowie Kujawskim

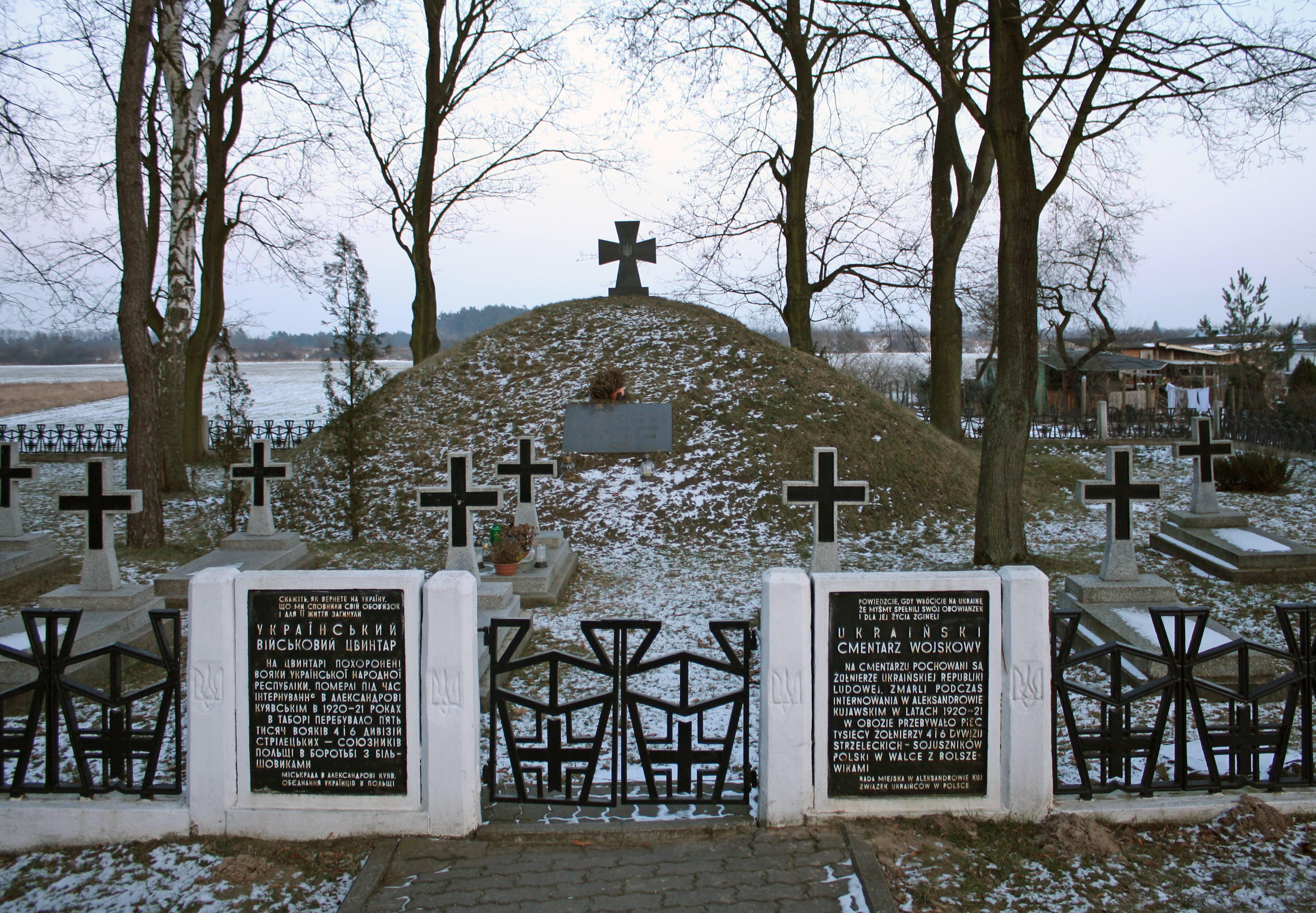
Cmentarz Ukraińców zmarłych w Obozie Internowania nr 6 w Aleksandrowie Kujawskim

Ukraińcy w Aleksandrowie Kujawskim pojawili się jako wyraźna grupa, gdy w mieście założono jeden z obozów internowania dla żołnierzy armii Ukraińskiej Republiki Ludowej. Ich społeczność, licząca od kilkudziesięciu do 140 osób, czynnie działała do II wojny światowej, organizując się w oddziale Ukraińskiego Komitetu Centralnego.

## Obóz internowania
Nieokreślona grupa Ukraińców zamieszkiwała w Aleksandrowie Kujawskim (ówcześnie Pogranicznym) już w II poł. XIX wieku, gdy miasto należało do Imperium Rosyjskiego. 
Po zawarciu z radziecką Rosją traktatu ryskiego kończącego wojnę polsko-bolszewicką, walcząca w sojuszu z Polską armia Ukraińskiej Republiki Ludowej została internowana na terenie Polski. W związku z tym utworzono sieć specjalnych obozów internowania, której częścią był obóz utworzony około półtora kilometra od centrum Aleksandrowa Kujawskiego. Przebywali w nim dawni żołnierze 4 Dywizji Kijowskiej oraz 6 Dywizji Strzelców Siczowych. Komendantem placówki został gen. Marko Bezruczko. Według Andrzeja Urbańskiego w obozie przebywało ok. 2500 osób, Emilian Wiszka podaje liczbę o tysiąc wyższą. 
Po likwidacji obozu w 1923 w mieście pozwolono zostać tym internowanym, którzy znaleźli w nim stałe zatrudnienie.

## Życie społeczne

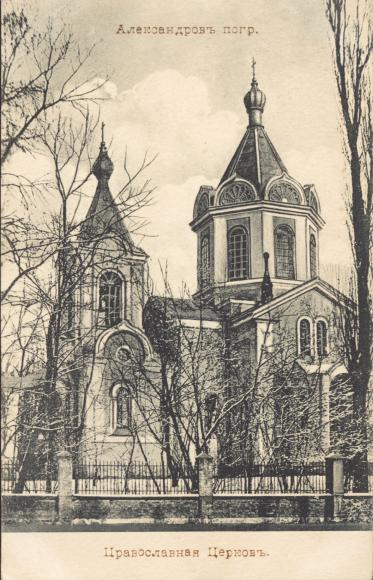
Cerkiew św. Aleksandra Newskiego w Aleksandrowie Kujawskim do jej rozbiórki w latach 30. XX wieku była świątynią parafii prawosławnej, której życie kształtowali w dużej mierze Ukraińcy zamieszkali w mieście

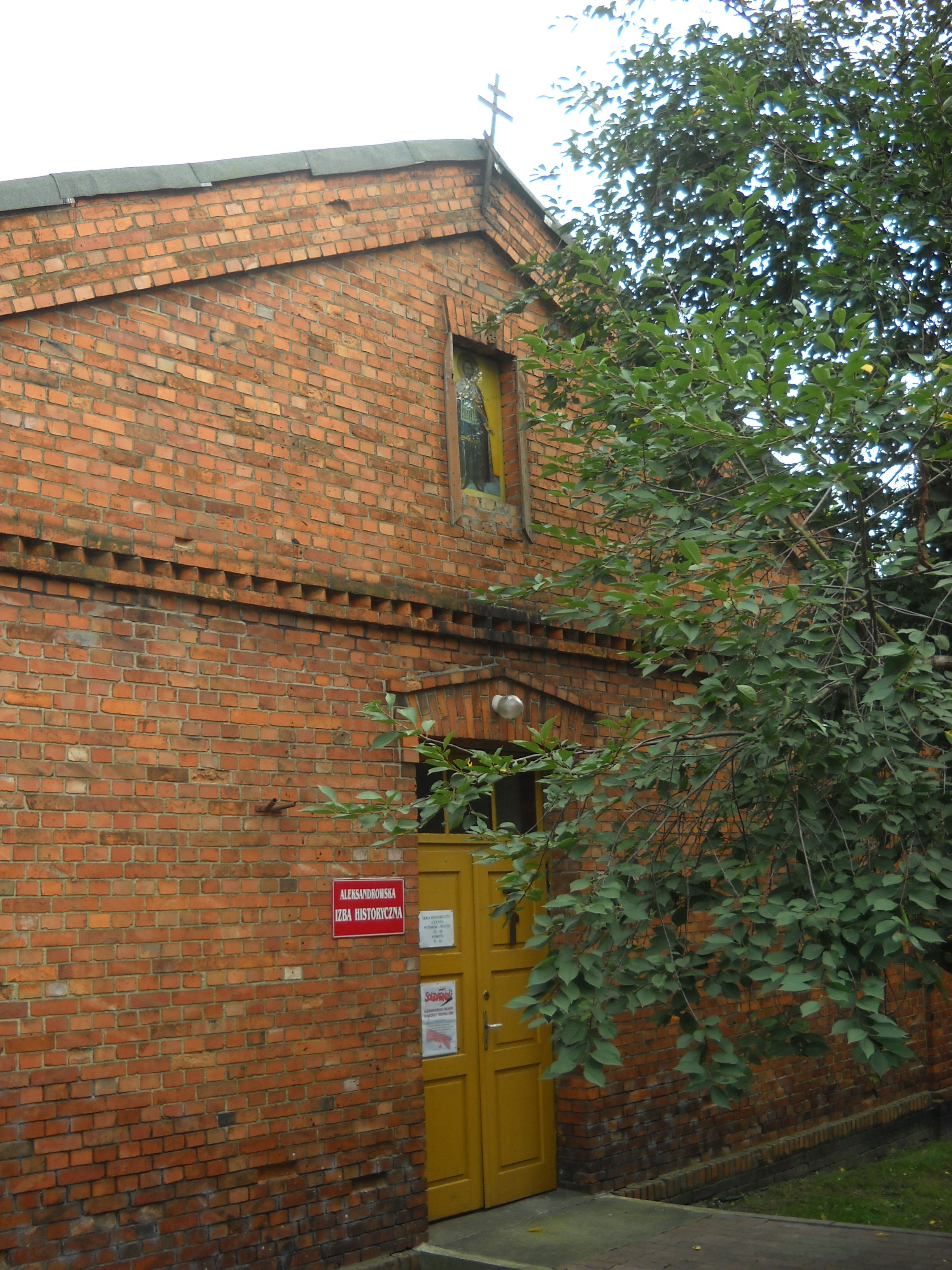
Kaplica św. Aleksandra Newskiego w Aleksandrowie Kujawskim, urządzona w dawnym domu proboszcza parafii prawosławnej po rozbiórce dawnej cerkwi. W budynku tym przez rok mieściła się również ukraińska czytelnia

Ukraińcy, którzy pozostali w Aleksandrowie Kujawskim, 4 maja 1925 powołali do życia oddział Ukraińskiego Komitetu Centralnego. Na jego czele stanął jako prezes Zachar Hiżko-Baranowski, do tej pory pełnomocnik zarządu głównego Komitetu. Poza nim w zarządzie znaleźli się pułkownik Serhij Czornyj, sotnik Dmytro Diaczenko oraz porucznik Iwan Beznosiuk. Jeszcze w tym samym roku oddział powołał do życia chór ukraiński i włączył się w życie miejscowej parafii prawosławnej. Rozpoczął również organizację grupy teatralnej i czytelni, gdyż kierownictwo oddziału pragnęło przede wszystkim podnieść poziom kulturalny grupy. S. Czornyj sam stanął na czele zespołu teatralnego i śpiewaczego. 19 listopada 1925 społeczność ukraińska po raz pierwszy zorganizowała otwartą dla wszystkich imprezę kulturalną – akademię "wojskowego zwycięstwa armii nad wrogiem". Zespół teatralny z Aleksandrowa Kujawskiego występował również poza tą miejscowością. 
Zarząd oddziału zajmował się również udzielaniem pomocy prawnej emigrantom. Tylko w 1925 uzyskał paszport zagraniczny dla jednego z emigrantów, 21 kart azylu oraz cztery zezwolenia na osiedlenie się we wschodnich województwach kraju. Podobne działania były kontynuowane w roku następnym. Oddział uzyskał wówczas 14 kart azylu oraz zarejestrował 13 dalszych emigrantów. Inni emigranci za pośrednictwem oddziału znaleźli sezonowe zatrudnienie, głównie w handlu. Ich łączna liczba jest trudna do oszacowania. Pierwsze dane na ten temat pochodzą dopiero z 1934 i mówią o 140-osobowej społeczności, zamieszkującej Aleksandrów Kujawski oraz sąsiednie wsie. Jednak już trzy lata później wymienia się jedynie 35 osób, zaś w sprawozdaniu dla UCK informowano o całkowitym ustaniu życia kulturalnego grupy, które ograniczało się do tradycyjnej corocznej uroczystości na cmentarzu zmarłych w Obozie Internowania nr 6.
Już w 1926 praca oddziału została zakłócona z powodu niesnasek personalnych. 19 kwietnia 1926 Ukraiński Komitet Centralny skierował do Aleksandrowa nowego pełnomocnika, Mychajło Czochę, który stanął na czele oddziału i kierował nim do 1930. Mimo tego konflikty w społeczności trwały. Zdaniem E. Wiszki nie można wykluczyć, że były one częściowo wywoływane przez agentów radzieckich, infiltrujących petlurowców przebywających na emigracji w Polsce. Zarząd oddziału aleksandrowskiego ustabilizował się dopiero po 1930. W tym roku w wyborach na prezesa zwyciężył Mykoła Martynenko, którego w 1932 zastąpił S. Czornyj; w 1933 wybory wygrał Iwan Beznosiuk, zaś w 1935 Martynenko. Stał on na czele oddziału co najmniej do 1938 (danych o ewentualnych dalszych zmianach brak). 
Co najmniej od czerwca 1928 Ukraińcy zamieszkali w Aleksandrowie posiadali własną czytelnię, która kilkakrotnie przenosiła się z miejsca na miejsce. Po utracie pierwszego pomieszczenia mieściła się w domu por. Iwana Kozakiwa, zaś w 1936 - w dawnym domu proboszcza zlikwidowanej parafii prawosławnej, które jednak pomieszczenie odebrano emigrantom już w roku następnym. Osobną instytucją była biblioteka, którą emigranci początkowo kompletowali własnymi siłami. W 1933 uzyskali ponadto księgozbiór przekazany przez towarzystwo Proświta. W 1938 dysponowali 300 pozycjami. Od 1928 w Aleksandrowie prowadzone były kursy samokształceniowe z zakresu historii Ukrainy oraz jej literatury. Materiały dydaktyczne przesłał na ten cel UCK. Dmytro Diaczenko prowadził natomiast szkółkę dla dzieci emigrantów. Zajęcia z zakresu historii i geografii Ukrainy oraz języka ukraińskiego odbywały się 2-3 razy w tygodniu. W pierwszych latach istnienia szkółki, tj. w 1933, uczęszczało do niej 12 dzieci, w przededniu II wojny światowej, jaka zakończyła jej działalność, już 79. Również dla dzieci od 1936 co roku odbywało się spotkanie choinkowe połączone ze śpiewaniem kolęd ukraińskich. 
Najważniejszym wydarzeniem w życiu społeczności ukraińskiej było doroczne nabożeństwo na cmentarzu zmarłych w Obozie Internowanych nr 6, zwanym Kozacką Mogiłą. 29 maja 1927 po raz pierwszy odprawiono na nim panichidę w intencji Symona Petlury. Nabożeństwo celebrował kapłan z parafii św. Mikołaja w Toruniu Stepan Rudyk. Od tego roku panichidy w intencji Petlury i innych zmarłych uczestników walk o niepodległość Ukrainy stały się w Aleksandrowie Kujawskim tradycją; uczestniczyli w nich Ukraińcy z całego regionu. Po nabożeństwie organizowano akademie okolicznościowe. W 1930 Kozacka Mogiła została odnowiona przez grupę emigrantów pod nadzorem M. Czochy. Od 1932 po raz pierwszy połączono ceremonię ku czci Petlury z obchodami rocznicy odrodzenia armii ukraińskiej. Nie były to jedyne uroczystości organizowane przez Ukraińców. Obchodzili oni również rocznicę urodzin i śmierci Tarasa Szewczenki.
Ukraińcy w Aleksandrowie pozostawali w dobrych stosunkach z Polakami. Ich działalność kulturalna - podobnie jak w przypadku innych społeczności tej narodowości powstałych w regionie i w Polsce - zamarła po II wojnie światowej.